# Гранітні скелі на березі річки Домоткань
Гранітні скелі на березі річки Домоткань біля села Пушкарівки Верхньодніпровського району — повна назва втраченої природоохоронної території у Дніпропетровській області. 
Створено під назвою «Гранітні скелі» рішенням виконкому Дніпропетровської обласної ради депутатів трудящих № 750 від 12 жовтня 1967 року «Про пам'ятки природи місцевого значення» (пункт 14 додатку). Опис при створенні: «Відшліфовані гранітні скелі, залишки льодовикового ландшафту».
22 червня 1972 року виконком Дніпропетровської обласної ради депутатів трудящих ухвалив рішення № 391, згідно з «Додатком 6» якого Гранітні скелі на березі р. Домоткань біля села Пушкарівки Верхньодніпровського району виключаються з реєстру пам'ятників місцевого значення, як такі, що не відповідають новій класифікації.